# Jacotin Le Bel
Jacotin Le Bel (auch Jacques Level; * um 1490; † nach 1555) war ein französischer Komponist und Sänger der Renaissance.

## Leben und Wirken
Die Identität von Jacotin Le Bel als Komponist wird hauptsächlich von den von ihm verfassten und in Frankreich gedruckten Werken bestimmt. Diese Identität ist musikhistorisch umfassend diskutiert worden; beispielsweise galt es als möglich, dass er identisch ist mit einem Jacottin Level, der 1516 – 1519 an der päpstlichen Kapelle in Rom als Sänger mitwirkte, oder dass sein Name das Pseudonym des Musikers Jacob Godebrye war, der von 1479 bis zu seinem Tod am 24. März 1529 Kapellsänger an der Kathedrale in Antwerpen war. Jacotin verfasste mehr als 50 mehrstimmige Werke in über 100 Manuskripten und Drucken des 16. Jahrhunderts; Stil und Verbreitungswege dieser Werke legen nahe, dass der größte Teil dieser Kompositionen von einem Musiker am französischen Königshof verfasst wurde. 32 dieser Werke sind zwischen 1528 und 1553 von dem königlichen Notendrucker Pierre Attaingnant gedruckt worden.
Die meisten dreistimmigen Chansons Jacotins in zeitgenössischen italienischen Drucken folgen den Konventionen des „dreistimmigen Arrangements“, wie sie für die französischen Hofkomponisten zwischen 1500 und 1520 üblich waren. Darüber hinaus enthält der Text der Jacotin zugeschriebenen Motette Interveniat pro rege nostro eine Bitte um Beistand für den sterbenskranken König Ludwig XII. († 1515). Diese und andere Belege deuten eindeutig darauf hin, dass die vorliegenden Kompositionen weder von dem Jacotin stammen, der zwischen 1468 und 1500 in Mailand und Ferrara tätig war, noch von dem erwähnten Jacob Godebrye alias Jacotin aus Antwerpen, sondern von einem Musiker Jacotin Le Bel oder Jacques Level, der etwa von 1510 bis 1555 in Italien und am Königshof in Paris tätig war.
Die musikhistorischen Forscher nehmen an, dass er im Jahr 1514 im Dienst des Kardinals von Aragon stand und 1516 erstmals versuchte, Mitglied der französischen Hofkapelle zu werden. Danach wirkte er von 1516 bis 1520 als Sänger in der Privatkapelle von Papst Leo X. und anschließend bis 1521 als Kapellmeister an der Kirche San Luigi dei Francesi in Rom. Um 1525 gelang ihm die Aufnahme in die französische Hofkapelle; er wurde unter der Bezeichnung Maistre Jacques Le Bel, clerc du diocese d’Amyens geführt und bekam vom König ein Kanonikat und eine Pfründe an der Kollegiatkirche Notre Dame in der Provinz Anjou. Auf einer Liste der Gehaltsempfänger der Kapelle 1532/33 erscheint er als haulte-contre und als chantre et chanoine ordinaire. Auf der Liste der Sänger für die Trauerfeierlichkeiten für König Franz I. (1547) ist er nicht aufgeführt, doch erscheint sein Name in einer Akte vom 17. Februar 1555, in der er weiterhin als Sänger und Kanoniker der Hofkapelle bezeichnet wird.

## Bedeutung
Die Werke Jacotins beginnen mit der abwechslungsreichen Polyphonie  im imitativen Stil von Josquin und reichen bis zur durchsichtigen Kompositionsweise und Gestaltung nach dem Vorbild von Claudin de Sermisy. Eine ganze Reihe seiner über 30 Chansons zu zwei bis vier Stimmen beruhen auf Melodien, die schon vorhanden waren, und etwa die Hälfte davon hatte er zuvor in eigenen Werken verarbeitet. Die meisten seiner Stücke sind vierstimmig.
Die verwendeten Texte reichen von freizügigen weltlichen Dichtungen bis zu gehobenen höfischen Gedichten. Bei den geistlichen Werken handelt es sich um einige Motetten, meist Vertonungen von Psalmen. Eine Messe ist von ihm nur als Fragment überliefert (Alt- und Tenorstimme), außerdem vier Magnificats. Bei den Motetten sind düstere und dicht komponierte Werke vertreten, wie „Michael archangele“ oder „Interveniat pro rege nostro“ (veröffentlicht 1519), aber auch leichtere Kompositionen im Pariser Stil, wie „Inclina domine“ oder „Rogamus te“.

## Werke
(Jacotins Werke sind ausschließlich Vokalmusik)

### Geistliche Werke
Gesicherte Autorschaft
- Missa (Fragment, nur Alt und Tenor überliefert)
- Magnificat tertii toni
- Magnificat quarti toni
- Magnificat septimi toni
- Magnificat octavi toni
- Motette „Beati omes qui timent Dominum“ zu 3 Stimmen
- Motette „Credidi propter quod locutus sum“ zu 4 Stimmen
- Motette „Inclina Domine aurem tuam“ zu 4 Stimmen (teilweise Cristóbal de Morales zugeschrieben)
- Motette „Deduc me Domine“ zu 4 Stimmen (= 2. Teil von „Inclina Domine aurem tuam“) (teilweise Cristóbal de Morales, teilweise auch Jean Courtois zugeschrieben)
- Motette „Interveniat pro rege nostro“ zu 4 Stimmen (veröffentlicht 1519 und 1520), auch als „Interveniat pro Gabrieli“ (veröffentlicht 1526)
- Motette „Michael archangele“ zu 4 Stimmen
- Motette „Numque vixisti o pauper“ zu 2 Stimmen (auch als „A qui direlle“)
- Motette „Proba me, Domine“ zu 4 Stimmen
- Motette „Rogamus te, virgo Maria“ zu 4 Stimmen

Zweifelhafte Autorschaft
- Motette „Sancta Trinitas“ zu 8 Stimmen (teilweise Jacotin, teilweise Jacquet de Berchem zugeschrieben, teilweise als anonym deklariert, vermutlich von Jachet de Mantua)

### Chansons
Gesicherte Autorschaft
- „Amor me poingt“ zu 3 Stimmen (teilweise Gosse zugeschrieben)
- „Amour muny de plusieurs divers traictz“ zu 4 Stimmen
- „A qui direlle“ zu 2 Stimmen (auch als „Numque vixisti o pauper“, 1549)
- „A Paris a troys fillettes teremu tu“ zu 4 Stimmen
- „A tout jamais d’ung volloir immuable“ zu 3 Stimmen (Sopranstimme teilweise Jean Richafort zugeschrieben)
- „Combien est grand“ zu 4 Stimmen
- „Contentement combien que soit grand chose“ zu 4 Stimmen
- „Dame d’honneur“ zu 3 Stimmen
- „De tant aymer mon cueur“ zu 4 Stimmen
- „De trop penser“ zu 4 Stimmen (teilweise als anonym deklariert)
- „Du feu d’amours“ zu 4 Stimmen (teilweise als anonym deklariert)
- „D’ung coup mortel“ zu 4 Stimmen (teilweise Pierre Certon zugeschrieben)
- „D’ung desplaisir amour“ zu 4 Stimmen
- „Et au surplus s’elle sçavoit combien“ zu 4 Stimmen
- „Hellas pour quoy vivent ces envieulx“ zu 3 Stimmen
- „Jamais je n’en seray seulée“ zu 4 Stimmen (nur oberste Stimme überliefert)
- „J’ay mes amours longuement attendu“ zu 4 Stimmen
- „J’ay tant souffert“ zu 4 Stimmen (teilweise als anonym deklariert)
- „J’ay ung billard“ zu 3 Stimmen
- „Je changeray quelque chose“ zu 4 Stimmen
- „Je suis desheritée“ zu 2 Stimmen
- „Je voudroye bien“ zu 4 Stimmen
- „Le bergier et la bergiere“ (nur oberste Stimme überliefert)
- „Le voulez-vous“ zu 4 Stimmen
- „Mari, je songay l’aultre jour“ zu 4 Stimmen
- „Mon triste cueur“ zu 4 Stimmen
- „Moy qui ne feiz jamaiz“ zu 4 Stimmen
- „N’auray-je jamais réconfort de vous“ zu 4 Stimmen (teilweise als anonym deklariert)
- „Qui veult aimer il fault“ zu 3 Stimmen
- „Regret, soucy et peine“ zu 4 Stimmen
- „Robin fit tant par son piet“ zu 3 Stimmen
- „Si bon amour mérite récompense“ zu 4 Stimmen
- „Si por aymer“ zu 4 Stimmen
- „Souverain Dieu“, geistliches Chanson zu 4 Stimmen
- „Tant qu’en amours“ zu 4 Stimmen (teilweise als anonym deklariert)
- „Trop dure m’est la longue demourée“ zu 4 Stimmen
- „Ung grant plaisir“ zu 2 Stimmen
- „Vostre beaulté jeune“ zu 3 Stimmen
- „Voyant souffrir“ zu 4 Stimmen
- „Vray Dieu d’amours“ zu 4 Stimmen

Zweifelhafte Autorschaft
- „Auprès de vous secretement demeure“ zu 4 Stimmen (teilweise Claudin de Sermisy zugeschrieben, teilweise als anonym deklariert)
- „Je suis desheritée“ zu 3 Stimmen (Francoys Du Boys zugeschrieben, teilweise als anonym deklariert, wohl nicht von Du Boys)
- „Viens tost despiteux desconfort“ zu 4 Stimmen (teilweise Jacotin, teilweise Claudin de Sermisy, teilweise Benedictus Appenzeller zugeschrieben, teilweise als anonym deklariert; wahrscheinlich von Benedictus Appenzeller, aus Des Chansons a quattre parties, Antwerpen 1542).